# Unagisaki

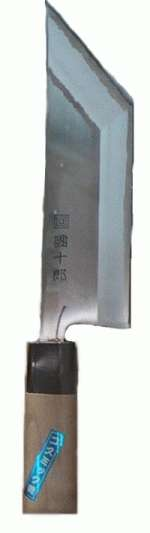
Typisches Unagisaki im Edo-Stil (Photomontage)

Ein Unagisaki (jap. 鰻裂き, dt. „Aal-Filetier[messer]“) bzw. Unagi bōchō (ウナギ包丁, „Aal-Küchenmesser“) ist ein japanisches Messer, das speziell zum Filetieren von Aalen konstruiert wurde.
Hierbei wird die scharfe und spitze Klingenspitze in der Nähe des Kopfes in den Körper des Aals gedrückt und dann durch die gesamte Länge des Fischkörpers gezogen, um diesen so zu eröffnen. Das Messer besitzt im Schneidebereich eine Rockwellhärte von 62 bis 63°. Neben der spitzen Klinge im Schneidebereich besitzt das Kochmesser eine weitere Schneide, um den Fisch zu filetieren.
Neben der Standardversion gibt es lokal stark variierende Bauarten, wie in den Regionen Tokio mit dem Edosaki (江戸裂) mit einer großen Klinge und einer dreieckigen Spitze, Nagoya mit dem Nagoyasaki (名古屋裂) mit einer viereckigen Klinge und abgerundeten Spitze, Ōsaka mit dem Ōsakasaki (大阪裂) mit einer dreieckigen Klingenspitze und einem Erl ohne Griffstück der daher oft mit Stoff umwickelt wird, sowie Kyōto mit dem Kyōsaki (京裂) das grob einer abgeflachten Hippe ähnelt.